# ما مال همیم
«ما مال همیم» (انگلیسی: We Belong Together) ترانه‌ای از خواننده-ترانه‌پرداز آمریکایی ماریا کری از دهمین آلبوم استودیویی‌اش رهایی میمی (۲۰۰۵). این ترانه در ۲۹ مارس ۲۰۰۵ از طریق آیلند رکوردز به عنوان دومین تک‌آهنگ آلبوم منتشر شد. «ما مال همیم» را کری، جرمین دوپری، مانوئل سیل، جانتا آستین، بیبی‌فیس، دارنل بریستول، بابی وومک، پاتریک موتن و ساندرا سلی نوشته‌اند و توسط کری، دوپری و سیل تهیه شده‌است. اشعار این ترانه روایت ناامیدی یک زن از بازگشت عشق سابق خود را شرح می‌هد.
به دنبال کاهش محبوبیت وی بین سال‌های ۲۰۰۱ و ۲۰۰۵ ، منتقدان این ترانه را بازگشت موسیقی او لقب دادند، زیرا بسیاری از منتقدان حرفه او را تمام شده می‌دانستند. «ما مال همیم» چندین جایزه و نامزدی را در صنعت موسیقی در طول سال‌های ۲۰۰۵–۲۰۰۶ برای او به ارمغان آورد. این ترانه در ایالات متحده رکوردهای جدول‌های فروش را شکست و به شانزدهمین رتبه اول کری در ۱۰۰تای داغ بیلبورد ایالات متحده تبدیل شد. این ترانه در استرالیا نیز در صدر جدول قرار گرفت و در کشورهای دانمارک، مجارستان، ایرلند، هلند، نیوزیلند، اسکاتلند، اسپانیا و انگلستان به پنج‌تای برتر رسید.